# Campeonato Ecuatoriano de Fútbol Serie B 2004
El Campeonato Ecuatoriano de Fútbol Serie B 2004, conocido oficialmente como «Campeonato Nacional de Fútbol Serie B 2004», también llamado comercialmente como «Copa Pilsener Serie B 2004», fue 27.ª temporada del Campeonato Nacional de Fútbol Ecuatoriano Serie B, mientras que fue la 40.ª edición incluyendo los torneos cortos conocidas como etapas. La Serie B fue disputada por diez clubes de fútbol. El campeón del certamen fue Deportivo Quevedo.
En este torneo se incorporaron Liga de Loja, campeón de la Segunda Categoría de 2003 y Liga de Portoviejo, vicecampeón de la Segunda Categoría de 2003; además de los descendidos de la Serie A: Técnico Universitario y Manta Fútbol Club.

## Desarrollo
El Campeonato Ecuatoriano de la Serie B 2004 se jugó en tres etapas.
La primera etapa se jugó todos contra todos (18 fechas). Los dos primeros de esta etapa clasificaron a la Liguilla de Ascenso. Los dos últimos de esta etapa clasificaron a la Liguilla del No Descenso.
La segunda etapa se jugó de igual manera que la primera todos contra todos (18 fechas). Los dos primeros de esta etapa clasificaron a la Liguilla de Ascenso. Los dos últimos de esta etapa clasificaron a la Liguilla del No Descenso.
La tercera etapa se jugó con dos cuadrangulares. El primer cuadrangular estuvo conformado por los cuatro mejores equipos, los cuales pelearon por el título y el ascenso y la clasificación a la Serie A de 2005 (los dos mejores equipos ascendieron).
El segundo cuadrangular estará conformado por los equipos restantes (4) con menor puntaje, los cuales lucharon por la permanencia. Los dos clubes con peor puntaje en el segundo cuadrangular perdieron la categoría y disputaron la Segunda Categoría en la temporada 2005.

## Relevo anual de clubes
| Pos | Descendidos de la Serie A                                      |
| --- | -------------------------------------------------------------- |
| 9º  | Técnico Universitario (Penúltimo puesto de la Tabla acumulada) |
| 10º | Manta F.C. (Último puesto de la Tabla acumulada)               |

| Pos | Ascendidos de la Serie B          |
| --- | --------------------------------- |
| 1º  | Olmedo (Campeón de la Serie B)    |
| 2º  | Macará (Subcampeón de la Serie B) |

| Pos | Descendidos de la Serie B                                         |
| --- | ----------------------------------------------------------------- |
| 9º  | Esmeraldas Petrolero (Penúltimo puesto de la Tabla de posiciones) |
| 10º | UDJ (Último puesto de la Tabla de posiciones)                     |

| Pos | Ascendidos de la Segunda Categoría                      |
| --- | ------------------------------------------------------- |
| 1º  | Liga de Loja (Campeón de la Segunda Categoría)          |
| 2º  | Liga de Portoviejo (Subcampeón de la Segunda Categoría) |

## Datos de los clubes
Tomaron parte en las competición 10 equipos, entre ellos se destaca el retorno de los históricos Club Deportivo Técnico Universitario y Manta Fútbol Club, tras 2 años ausente de la categoría.
| Equipo                | Ciudad     | Provincia  |
| --------------------- | ---------- | ---------- |
| Audaz Octubrino       | Machala    | El Oro     |
| Delfín                | Manta      | Manabí     |
| Deportivo Quevedo     | Quevedo    | Los Ríos   |
| Deportivo Saquisilí   | Latacunga  | Cotopaxi   |
| Liga de Loja          | Loja       | Loja       |
| Liga de Portoviejo    | Portoviejo | Manabí     |
| Manta F.C.            | Manta      | Manabí     |
| Santa Rita            | Vinces     | Los Ríos   |
| Técnico Universitario | Ambato     | Tungurahua |
| Universidad Católica  | Quito      | Pichincha  |

## Primera etapa

### Tabla de posiciones
| Pos | Equipo                | Pts | PJ | PG | PE | PP | GF | GC | Dif | PB |
| --- | --------------------- | --- | -- | -- | -- | -- | -- | -- | --- | -- |
| 1º  | Deportivo Quevedo     | 34  | 18 | 9  | 7  | 2  | 30 | 22 | +12 | 2  |
| 2º  | Liga de Loja          | 31  | 18 | 8  | 7  | 3  | 29 | 23 | +6  | 1  |
| 3º  | Técnico Universitario | 27  | 18 | 10 | 3  | 5  | 21 | 12 | +9  |    |
| 4º  | Manta F.C.            | 27  | 18 | 8  | 3  | 7  | 23 | 19 | +4  |    |
| 5º  | Liga de Portoviejo    | 27  | 18 | 7  | 6  | 5  | 23 | 23 | 0   |    |
| 6º  | Deportivo Saquisilí   | 20  | 18 | 5  | 5  | 8  | 29 | 32 | -3  |    |
| 7º  | Santa Rita            | 20  | 18 | 4  | 8  | 6  | 26 | 30 | -4  |    |
| 8º  | Audaz Octubrino       | 19  | 18 | 5  | 4  | 9  | 21 | 25 | -4  |    |
| 9º  | Delfín                | 19  | 18 | 5  | 4  | 9  | 28 | 34 | -6  | -1 |
| 10º | Universidad Católica  | 15  | 18 | 4  | 3  | 11 | 18 | 28 | -10 | -2 |

 Pts=Puntos; PJ=Partidos jugados; G=Partidos ganados; E=Partidos empatados; P=Partidos perdidos; GF=Goles a favor; GC=Goles en contra; Dif=Diferencia de gol; PB=Puntos de Bonificación
 NOTA: Técnico Universitario fue sancionado con la pérdida de 6 puntos por usar un inelegible jugado en la Fecha 8.
|  | Clasificaron a la Liguilla de Ascenso.      |
|  | Clasificaron a la Liguilla del No Descenso. |

## Segunda etapa

### Tabla de posiciones
| Pos | Equipo                | Pts | PJ | PG | PE | PP | GF | GC | Dif | PB |
| --- | --------------------- | --- | -- | -- | -- | -- | -- | -- | --- | -- |
| 1º  | Liga de Loja          | 36  | 18 | 11 | 3  | 4  | 35 | 26 | +9  | 2  |
| 2º  | Técnico Universitario | 35  | 18 | 10 | 5  | 3  | 31 | 14 | +17 | 1  |
| 3º  | Liga de Portoviejo    | 33  | 18 | 10 | 3  | 5  | 28 | 20 | +8  |    |
| 4º  | Deportivo Quevedo     | 30  | 18 | 9  | 3  | 6  | 30 | 22 | +12 |    |
| 5º  | Universidad Católica  | 28  | 18 | 8  | 4  | 6  | 28 | 20 | +8  |    |
| 6º  | Manta F.C.            | 22  | 18 | 6  | 4  | 8  | 20 | 19 | +1  |    |
| 7º  | Santa Rita            | 20  | 18 | 5  | 5  | 8  | 15 | 22 | -7  |    |
| 8º  | Delfín                | 17  | 18 | 4  | 5  | 9  | 27 | 37 | -10 |    |
| 9º  | Audaz Octubrino       | 16  | 18 | 4  | 4  | 10 | 28 | 35 | -7  | -1 |
| 10º | Deportivo Saquisilí   | 13  | 18 | 3  | 4  | 11 | 15 | 42 | -27 | -2 |

 Pts=Puntos; PJ=Partidos jugados; G=Partidos ganados; E=Partidos empatados; P=Partidos perdidos; GF=Goles a favor; GC=Goles en contra; Dif=Diferencia de gol; PB=Puntos de Bonificación
|  | Clasificaron a la Liguilla de Ascenso.      |
|  | Clasificaron a la Liguilla del No Descenso. |

## Liguillas

### Liguilla de Ascenso

#### Tabla de posiciones
| Pos | Equipo                | Pts | PJ | PG | PE | PP | GF | GC | Dif | PB |
| --- | --------------------- | --- | -- | -- | -- | -- | -- | -- | --- | -- |
| 1º  | Deportivo Quevedo     | 12  | 6  | 3  | 1  | 2  | 11 | 8  | +3  | 2  |
| 2º  | Liga de Loja          | 12  | 6  | 2  | 3  | 1  | 13 | 11 | +2  | 3  |
| 3º  | Técnico Universitario | 10  | 6  | 2  | 3  | 1  | 6  | 3  | +3  | 1  |
| 4º  | Liga de Portoviejo    | 4   | 6  | 1  | 1  | 4  | 5  | 13 | -8  |    |

 Pts=Puntos; PJ=Partidos jugados; G=Partidos ganados; E=Partidos empatados; P=Partidos perdidos; GF=Goles a favor; GC=Goles en contra; Dif=Diferencia de gol; PB=Puntos de Bonificación
|  | Campeón Anual ascendió a la Serie A.    |
|  | Subcampeón Anual ascendió a la Serie A. |

### Liguilla del No Descenso

#### Tabla de posiciones
| Pos | Equipo               | Pts | PJ | PG | PE | PP | GF | GC | Dif | PB |
| --- | -------------------- | --- | -- | -- | -- | -- | -- | -- | --- | -- |
| 1º  | Delfín               | 12  | 6  | 4  | 1  | 1  | 11 | 5  | +6  | -1 |
| 2º  | Universidad Católica | 8   | 6  | 3  | 1  | 2  | 9  | 8  | +1  | -2 |
| 3º  | Deportivo Saquisilí  | 4   | 6  | 2  | 0  | 4  | 6  | 9  | -3  | -2 |
| 4º  | Audaz Octubrino      | 4   | 6  | 1  | 2  | 3  | 4  | 8  | -4  | -1 |

 Pts=Puntos; PJ=Partidos jugados; G=Partidos ganados; E=Partidos empatados; P=Partidos perdidos; GF=Goles a favor; GC=Goles en contra; Dif=Diferencia de gol; PB=Puntos de Bonificación
|  | Descendieron a Segunda Categoría. |

## Campeón
|                                                     |
| Deportivo Quevedo 3.er Título Ascendió a la Serie A |
| También ascendió Liga de Loja como Vicecampeón.     |

## Goleador
| Jugador         | Equipo       | Goles |
| --------------- | ------------ | ----- |
| Alberto Capurro | Liga de Loja | 26    |